# Агрела (Санту-Тирсу)
Агрела (порт. Agrela) — район (фрегезия) в Португалии, входит в округ Порту. Является составной частью муниципалитета Санту-Тирсу. Находится в составе крупной городской агломерации Большой Порту. По старому административному делению входил в провинцию Дору-Литорал. Входит в экономико-статистический субрегион Аве, который входит в Северный регион. Население составляет 1604 человека на 2001 год. Занимает площадь 7,05 км².